# Víctor Macías Mendoza
Victor Macías (* Chone, Ecuador, 20 de marzo de 1984). es un futbolista ecuatoriano que juega de mediocampista en el Peñarol Chone de la Segunda Categoría de Ecuador.

## Clubes
| Club            | País    | Año       |
| --------------- | ------- | --------- |
| Peñarol Chone   | Ecuador | 2002-2003 |
| El Nacional     | Ecuador | 2004      |
| Grecia de Chone | Ecuador | 2005-2006 |
| Peñarol Chone   | Ecuador | 2007      |
| Grecia de Chone | Ecuador | 2008-2009 |
| Manta FC        | Ecuador | 2010      |
| Grecia de Chone | Ecuador | 2011-2012 |
| Mushuc Runa SC  | Ecuador | 2013      |
| Delfín SC       | Ecuador | 2014-2015 |
| Peñarol Chone   | Ecuador | 2016-     |

LIGA DE QUITO 2018

## Palmarés

### Campeonatos nacionales
| Título  | Club      | País    | Año  |
| ------- | --------- | ------- | ---- |
| Serie B | Delfín SC | Ecuador | 2015 |

Liga de quito (2018)